# Bunuri mobile din domeniul istorie clasate în patrimoniul cultural național al României aflate în județul Hunedoara
Acestă listă conține bunurile mobile din domeniul istorie clasate în Patrimoniul cultural național al României aflate la momentul clasării în județul Hunedoara.

## Fond
| Foto | Informații generale                     | Detalii tehnice | Descriere | Deținător                                              | Legături |
| ---- | --------------------------------------- | --- | --- | ------------------------------------------------------ | -------- |
|      | Cană cu capac Autor: necunoscut         | Datare: 1767 Școală: Atelier transilvănean Dimensiuni: Î: 26,5 cm; Dg: 10,5 cm; Db: 15,5 cm Material: cositor, turnare, strunjire, incizare                                           | Cană cilindrică de cositor, cu capacul bombat prevăzut cu buton de prindere, șarniera globulară, iar toarta decorată cu motive vegetale se termină în partea de jos cu un scut decupat. Baza cănii este bombată și ușor evazată, iar corpul este decorat cu 3 nervuri orizontale repartizate la distanțe inegale pe suprafața piesei. Central, pe corpul cănii este incizat semnul breslei pantofarilor, încadrat de numele Hanes Schiel (numele starostelui breslei căruia i-a fost dăruită cana) în partea de sus iar în partea de jos de anul 1767. | Muzeul de Arheologie, Istorie și Etnografie, Hunedoara | Cimec    |
|      | Halbă de bere Autor: necunoscut         | Datare: sec. XVIII Școală: Atelier german Dimensiuni: Î: 15 cm; Dg: 8,4 cm; Db: 10,9 cm Material: steinzeug, cositor; pictare, turnare                                                | Halbă de bere de o formă cilindrică prevăzută cu un capac din cositor, ușor bombat fiind fixat de toartă printr-o balama de cositor și șarnieră sferică. Smalțul cănii este cenușiu, lucios, omogen, corpul este decorat central cu un peisaj reprezentând un oraș cu canale și bărci, în partea inferioară și superioară cana este decorată cu două brâie cu motive geometrice care ies în relief. Ornamentația este dublată de o tentă transparentă de culoare albastru de cobalt (albastru închis). | Muzeul de Arheologie, Istorie și Etnografie, Hunedoara | Cimec    |
|      | Cană de bere Autor: necunoscut          | Datare: sec. XVIII Școală: Atelier german Dimensiuni: Î: 23,5 cm; Dg: 7,5 cm; Db: 9,2 cm, Dm: 15,6 cm Material: steinzeug, cositor; pictare, turnare                                  | Cană cu smalț cenușiu deschis, albastru de cobalt și lac garanță, lucios, omogen. Piesa este de formă pântecoasă, cu capac și șarnieră din cositor prinse de toartă. Suprafața cănii este bogat ornamentată cu motive florale și geometrice realizate în relief. Elementele ornamentale, modelate în pastă crudă sunt dispuse circular, formând trei medalioane identice ca motivistică. Zona centrală a medalionului este ocupată de un motiv stelar, cu opt colțuri, ce încadrează o inimă de culoare albastră. Cana nu prezintă marcă de atelier. | Muzeul de Arheologie, Istorie și Etnografie, Hunedoara | Cimec    |
|      | Cană de bere Autor: necunoscut          | Datare: 1688 Școală: Atelier german Dimensiuni: Î: 26,5 cm; Dg: 7 cm; Db: 9 cm Material: steinzeug, cositor; excizare, turnare, smălțuire, gravare                                    | Cana este modelată în formă de pară, cu capacul și șarniera din cositor fixate de toartă. Pe suprafața corpului sunt redate motive ornamentale în relief create cu ajutorul unui tipar. Elementele ornamentale florale (rozete) își păstrează culoarea gri deschis, restul suprafeței fiind glazurat cu albastru de cobalt. Pe suprafața bombată, într-un medalion aplicat de formă octogonală, este modelată în relief, emblema Imperiului German: vulturul bicefal și coroana imperială. Sunt aripile vulturului este prezent anul 1688 și inițialele G.R. Pe capacul metalic sunt gravate două inițiale: D. E. Cana nu prezintă marcă de atelier. | Muzeul de Arheologie, Istorie și Etnografie, Hunedoara | Cimec    |
|      | Cană Autor: necunoscut                  | Datare: sec. XVIII Școală: Atelier german Dimensiuni: Î: 25,5 cm; Dg: 5,6 cm; Db: 8,5 cm; Dm: 14,4 cm Material: steinzeug, cositor; smălțuire, pictare, turnare                       | Cană cu smalț gri deschis, lucios, omogen, acoperit zonal cu vopsea albastră. Piesa este piriformă cu gâtul alungit, a avut un capac (care nu s-a păstrat) doar șarniera prinsă de toartă. Registrul decorativ este împărțit în două câmpuri prin două benzi ornamentate cu motive zoomorfe (8 capete de lei pictate cu mov), mărginte pe ambele părți de triunghiuri duble, decorate la interior cu motive vegetale. Cele două câmpuri circulare, mărginite la exterior de câte o bandă sunt umplute cu motive vegetale (ghinde) în relief. Pe fondul de culoare mov al câmpului frontal, este decorat în centru un motiv solar realizat prin dispunerea a 12 triunghiuri duble decorate cu motive vegetale. Aceste triunghiuri sunt dispuse în jurul unui cerc, realizat dintr-o bandă umplută cu ghinde. În centrul acestui motiv solar se găsește o floare de crin, cu petale mov, dispuse pe un fond albastru. Al doilea câmp, amplasat pe burta vasului, în zona bazei toartei, este alcătuit dintr-un cerc realizat prin intermediul unei benzi umplute cu ghinde. În interiorul cercului sunt dispuse 3 triunghiuri duble, decorate cu motive vegetale. Aceste triunghuiri precum și interiorul cercului sunt evidențiate de o linie meandrică, de culoare albastră. Pe gâtul cănii este aplicat un cap de leu, pictat cu albastru. Acest detaliu este secondat de un motiv decorativ alcătuit din 3 semicercuri, marcate cu punct și mărginite sub buză de un grup de 5 linii scurte, oblice. | Muzeul de Arheologie, Istorie și Etnografie, Hunedoara | Cimec    |
|      | Cană de bere Autor: necunoscut          | Datare: sec. XVIII Școală: Atelier german Dimensiuni: Î: 27 cm; Dg: 7,8 cm; Db: 9,3 cm, Dmaxim: 15,2 cm Material: steinzeug, cositor; turnare, pictare                                | Cană de bere modelată în formă de pară, prevăzută cu capac și șarnieră din cositor, pe aceasta din urmă este fixată o aplică ornamentală. Smalțul cănii este alb-cenușiu, lucios, omogen. Baza piesei este profilată, prin suprapunerea a trei nervuri inelare. Pe suprafața corpului cilindric prezintă motive ornamentale vegetale, florale și zoomorfe elegant stilizate. Aceste elemente sunt conturate pe suprafața piesei prin incizie în pasta crudă. Ulterior motivele ornamentale au fost scoase în evidență prin acoperirea suprafețelor cu albastru de cobalt. Motivul ornamental central reprezintă un copac al vieții, fiind flancat de doi cai redați din profil și în mișcare. Cana nu prezintă marcă de atelier. | Muzeul de Arheologie, Istorie și Etnografie, Hunedoara | Cimec    |
|      | Cană de bere Autor: necunoscut          | Datare: sec. XVIII - XIX Școală: Atelier german Dimensiuni: Î: 22 cm; Dg: 10,5 cm; Db :12 cm Material: faianță habană, cositor; pictare, turnare                                      | Cană cu capac, de formă cilindrică prezintă accesorii metalice din cositor: un capac și șarnieră frumos modelate și un inel concentric dispus la bază. Smalțul cănii este alb lăptos, lucios, omogen. Pe suprafața corpului sunt pictate cu albastru două medalioane ovale în care sunt redate un peisaj compus din spațiu vegetal și clădiri. Între medalioane suprafața prezintă decoruri florale juxtapuse. Baza și partea inferioară sunt decorate cu două, respectiv trei inele concentrice, realizate cu culoare albastră. Pe capacul de cositor este gravat Z. P. Sch. Cana nu prezintă marcă de atelier. | Muzeul de Arheologie, Istorie și Etnografie, Hunedoara | Cimec    |
|      | Cană cu capac Autor: necunoscut         | Datare: sf. sec. XVIII - încep.sec. XIX Școală: Atelier german Dimensiuni: Î: 20 cm; Dg: 10 cm; Db: 11,5 cm Material: faianță, cositor; pictare turnare                               | Cană cu capac de formă cilindrică prevăzută cu accesorii metalice din cositor: un capac și șarnieră modelate artistic și un inel concentric dispus la bază. Smalțul cănii este alb lăptos, lucios, omogen. Buza este îmbrăcată în cositor. Pe suprafața corpului sunt pictate două medalioane ovale în care sunt redate un peisaj compus din doi copaci și spațiu vegetal, respectiv un motiv heraldic: vulturul bicefal și coroana Imperiului german. Între medalioane suprafața prezintă un caroiaj policrom. Cana nu prezintă marcă de atelier. | Muzeul de Arheologie, Istorie și Etnografie, Hunedoara | Cimec    |
|      | Cană cu capac Autor: necunoscut         | Datare: sec. XVIII Școală: Atelier austriac Dimensiuni: Î: 18,4 cm; Dg: 10,4 cm; Db: 10 cm Material: faianță, cositor; pictare, turnare                                               | Cană cu capac are formă cilindrică și prezintă acccesorii metalice din cositor: un capac, o șarnieră și un inel concentric dispus la bază. Smalțul cănii este cenușiu deschis, lucios, omogen. Buza și baza sunt evidențiate prin intermediul unei linii groase de culoare galbenă și două linii subțiri negre. Două benzi ornamentale de culoare ocru și negru cu romburi și motive cruciforme despart două câmpuri în care apar peisaje în tonalități calde. În câmpul din zona torții, apare un peisaj cu brazi și gard, iar în cel din partea frontală sunt ilustrate motive vegetale și zoomorfe (cocor?). Toarta este decorată cu motive vegetale pictate cu albastru. Cromatica: galben, verde, albastru, negru, ocru | Muzeul de Arheologie, Istorie și Etnografie, Hunedoara | Cimec    |
|      | Halbă de bere Autor: necunoscut         | Datare: sec. XVIII Școală: Atelier german Dimensiuni: Î: 14,4 cm; Dg: 8,3 cm; Db: 9,6 cm Material: steinzeug, cositor; pictare, turnare                                               | Halbă de bere cu capac, aceasta are formă cilindrică, smalțul cănii este cenușiu, lucios, omogen. În partea superioară este prevăzută cu un capac de cositor și șarnieră din același material. În partea inferioară este ornamentată cu o friză cu motive geometrice excizate. Aceiași friză este prezentă în partea superioară a cănii, fiind întreruptă în regiunea toartei. Zona mediană a piesei este decorată cu motive florale, aplicate pe un fond de culoare albastru închis - cobalt. | Muzeul de Arheologie, Istorie și Etnografie, Hunedoara | Cimec    |
|      | Ladă de breaslă Autor: necunoscut       | Datare: 1849 Școală: Atelier transilvănean Dimensiuni: Î: 36,5 cm; L: 64 cm; LA: 34,5 cm Material: lemn, fier; strunjire, forjare                                                     | Lada breslei cojocarilor confecționată din lemn de esență moale, de formă paralelipipedică aceasta se sprijină pe patru picioare scurte, strunjite. În interior, are un sertăraș pentru monede. Pe fundul mobil și pe spatele lăzii sunt prezente scurte texte ce fac referire la data la care piesa a fost confecționată și la numele meșterilor ce dețineau funcții importante în conducerea breslei cojocarilor. Lada este prevăzută cu o încuietoare și mânere din fier forjat, la sistemul de închidere se păstrează și cheia. | Muzeul de Arheologie, Istorie și Etnografie, Hunedoara | Cimec    |
|      | Lada de breaslă Autor: necunoscut       | Datare: 1863 Școală: Atelier transilvănean Dimensiuni: Î: 64cm; L: 49 cm; LA: 37cm Material: lemn, fier; strunjire, forjare, băițuire                                                 | Ladă breslei cizmarilor cofecționată din lemn de esență moale, are o formă paralelipipedică și este prevăzută la extremități cu două mânere din fier forjat, fixate pe o bandă metalică cu două inele. Lada se sprijină pe 4 picioare circulare, strunjite. Pe capacul supraînălțat se află o lădiță pentru păstarea actelor. Pe partea interioară a capacului sunt înscriși câțiva dintre membrii marcanți ai breslei. Sub text este prezent au blazon al cărui câmp este despicat în două părți egale. Lada este prevăzută cu o încuietoare metalică. | Muzeul de Arheologie, Istorie și Etnografie, Hunedoara | Cimec    |
|      | Ladă de breaslă Autor: necunoscut       | Datare: 1842 Școală: Atelier transilvănean Dimensiuni: Î: 36 cm; L: 66 cm; LA: 38,5 cm Material: lemn, furnir, fier; strunjire, furniruire, forjare, decupare                         | Lada breslei cizmarilor confecționată din lemn de esență tare, de formă paralelipipedică. Aceasta este furniruită iar în interiorul capacului este reprezentat semnul breslei cizmarilor - o cizmă și două unelte - încadrat de patru inițiale. De o parte și de cealaltă a însemnelor sunt scriși membrii breslei din aceea perioadă. Lada este prevăzută cu fund dublu, iar dedesubtul sertărașului pentru monede se găsește un sertăraș secret. De asemenea este prevăzută cu mânere de prindere din fier forjat, frontal se găsește închizătoarea masivă al cărui șild reprezintă o emblemă cu pajură bicefală și o cruce la mijloc. | Muzeul de Arheologie, Istorie și Etnografie, Hunedoara | Cimec    |
|      | Ladă de breaslă Autor: necunoscut       | Datare: 1878 Școală: Atelier transilvănean Dimensiuni: Î: 37,5 cm; L: 58 cm; LA: 33,5 cm Material: lemn, fier; strunjire, îmbinare, intarsie, forjare                                 | Lada breslei tăbăcarilor confecționată din lemn de esență tare are o formă dreptunghiulară, ce se sprijină pe patru picioare scurte. Capacul este prins cu ajutorul a două balamale metalice și se închide cu două broaște. Lada este furniruită și decorată frontal, lateral dar și pe capac cu un dreptunghi realizat prin tehnica intarsiei. În interiorul capacului este înscris anul 1878. Frontal este prevăzută cu două încuietori și două șilduri din fier forjat. În părțile laterale se găsesc două mânere din fier forjat realizate artistic. | Muzeul de Arheologie, Istorie și Etnografie, Hunedoara | Cimec    |
|      | Semn de breaslă Autor: necunoscut       | Datare: 1848 Școală: Atelier transilvănean Dimensiuni: L: 35,8 cm; LA: 18,5 cm; G: 2,1cm Material: lemn; strunjire, pictare                                                           | Semn de breaslă al tăbăcarilor cofecționat din lemn de esență moale. Acesta are forma unui scut heraldic, pe avers este pictat un tăbăcar care prelucrează o piele întinsă pe un scaun de tăbăcit. Pe revers cu majuscule este scrisă o inscripție în limba maghiară - ilizibilă datorită desprinderii stratului pictural, iar în partea inferioară sunt reprezentate o cadă dreptunghiulară, alături de un ciubăr și anul 1848. | Muzeul de Arheologie, Istorie și Etnografie, Hunedoara | Cimec    |
|      | Semn de breaslă Autor: necunoscut       | Datare: sec. XIX Școală: Atelier transilvănean Dimensiuni: L: 27 cm; LA: 18,8 cm; G: 1,5 cm Material: lemn; strunjire, pictare, perforare                                             | Semnul breslei blănarilor din lemn de esență moale, acesta are forma unui scut heraldic. Pe avers este ilustrat prin pictură pe un fond de culoare albastră un personaj masculin îmbrăcat într-un costum de epocă. Pe revers decorul pictat este puternic degradat mai fiind lizibil anul 1802. | Muzeul de Arheologie, Istorie și Etnografie, Hunedoara | Cimec    |
|      | Semn de breaslă Autor: necunoscut       | Datare: 1865 Școală: Atelier transilvănean Dimensiuni: L: 33 cm, LA: 17,9 cm; G: 1,9 cm Material: lemn, alamă; strunjire, pictare, turnare, batere, decupare                          | Semn de breaslă al breslei cizmarilor din lemn de esență moale sub forma unui scut heraldic. Pe avers este ilustrat prin pictură pe fond închis cu culoarea galbenă simbolul breslei, respectiv o cizmă înaltă cu vârful orientat spre stânga, mărginit de un cuțit de tăiat pielea, așezat vertical, cu lama în jos și de o gheată înaltă, cu vârf ascuțit, îndreptată spre stânga. Această asociere de elemente este completată, în partea superioară de o coroană, întreaga compoziție fiind mărginită de un decor vegetal. Pe revers, pe un fond închis este incizat cu majusule un text în maghiară și română: HERBERKUL/ ALC: CSIZMA/ SZEKU. RINR/C.VERGU. C: M./ LINBAS. MIHAI/ _A: MI (?) WAI: H/ ANUL 1865/ G. UNCURIAN. Același decor vegetal prezent pe avers marginește și reversul. Tabla este întărită cu o platbandă din alamă. În partea superioară tabla are un mâner de lemn, terminat cu un inel metalic de prindere, de formă circulară. | Muzeul de Arheologie, Istorie și Etnografie, Hunedoara | Cimec    |
|      | Semn de breaslă Autor: necunoscut       | Datare: 1753 Școală: Atelier transilvănean Dimensiuni: L: 21 cm; LA: 15,7 cm; G: 0,3 cm Material: cositor; turnare, decupare, incizare                                                | Semn de breaslă din cositor, de forma unui scut heraldic. Pe avers, în centru este figurată o blană atârnată de două cârlige, deasupra căreia se află o coroană. În stânga și în dreapta blănii se află anul 1753. Literele ZQ sunt plasate în partea stângă iar inscripția CON[LI]BRIS în partea dreaptă. Întreaga compoziție este mărginită de un elaborat decor vegetal și de un motiv cruciform, plasat în partea inferioară. Pe revers cu majusule un text în maghiară: VAIDA HUNIADI/ SZÖ[VOK]TS/ CZÉH COMMUNI/ TÁ[R]SÁNAK TÁBLAIA/ CZÉH MESTER/ PAP DANIEL/ AT(?)YA MESTER/SZÖTS NICOLA/DECANI/KOVÁN ANDRIS/ ÖROG MESTER HOSZ U PETER. Același decor prezent pe avers marginește și reversul. În partea superioară tabla are un mâner metalic, terminat cu un inel metalic de prindere, de formă circulară. | Muzeul de Arheologie, Istorie și Etnografie, Hunedoara | Cimec    |
|      | Cană cu capac Autor: necunoscut         | Datare: sec. XIX Școală: Atelier austriac Dimensiuni: Î: 24 cm; Dg: 7,2 cm; Db: 7,4 cm, Dmaxim: 11 cm Material: faianță, cositor; picatre, turnare                                    | Cana are formă bitronconică, prevăzută cu un capac de cositor fixat de toartă. Pe capac se găsește un buton sferic folosit pentru deschidere. Tipologic, piesa se înscrie în categoria pieselor alcătuite din picior, corp sferic, gât lung, gură rotundă dreaptă, smălțuită în interior și exterior. Decor geometric, antropomorf și vegetal stilizat dispus în registre longitudinale pe toată suprafața piesei. El este mărginit, la gură, dintr-un registru circulare alcătuit din motive vegetale și benzi de culoare iar la bază are un brâu decorat în zig-zag. Pe partea opusă toartei apare peste care se compune un peisaj cu doi pomi, câteva case, flori și un bărbat îmbrăcat în costum de epocă, ce ține în mâna dreaptă o cupă iar în stânga un vas. Cromatica: alb, mov, albastru. | Muzeul de Arheologie, Istorie și Etnografie, Hunedoara | Cimec    |
|      | Cană cu capac Autor: necunoscut         | Datare: 1752 Școală: Atelier transilvănean Dimensiuni: Î: 24 cm; Dg: 10,7 cm; Db: 14 cm Material: cositor; turnare, incizare                                                          | Cană din cositor cu capac de formă cilindrică ce se sprijină pe un postament răsfrânt în exterior. Aceasta este prevăzută cu un capac, parțial deteriorat - balamaua care fixa capacul este ruptă. Pe capac se găsește un corp în formă de sferă prevăzut cu un buton de prindere. Pe corpul cănii, central, este incizată cu majuscule inscripția IISTEN.ÖSZENT.FELSE.GE.DIT.SÖSEGEHEZ.VALO.BUZGO.INDULATTIABOL ÁNAG.AR.KÖB.LÖSI.REFOR.ECCLAESIABAN.A.SZENT.SACRA.MENTÖMNAK.KISOLGALTATA.SAHOZ.ADTA.RET.TEGIIST.VANIE.SOMAI.SARA.MDCCLII.ESZTENDÖN. Toarta este ornamentată cu motive vegetale obținute prin turnare. | Muzeul de Arheologie, Istorie și Etnografie, Hunedoara | Cimec    |
|      | Cănceu Autor: necunoscut                | Datare: 1805 Școală: Atelier transilvănean Dimensiuni: Î: 22,6 cm; Dg: 9,2 cm; Db: 8,5 cm, Dmaxim: 13,4 cm Material: Lut, angobă, smalț, cobalt; modelare, ardere, pictare, smălțuire | Cană piriformă prevăzută cu o toartă în bandă, ce leagă gâtul de partea mediană. Baza vasului este simplă, ușor profilată. Pe smalțul alb, lucios este realizat decorul, cu culoare albastru - cobalt . Compoziția ornamentală se desfășoară pe toată suprafața piesei în registre orizontale.Decor geometric și floral stilizat. Motivul tablei de șah dispus sub buză, pe umăr și deasupra bazei are rol de delimitare și de legare a elementelor compoziției. Acestea sunt intercalate de două registre umplute cu motive florale mărginte de două linii în val (registrul inferior), respectiv o linie (registrul superior). Registrul inferior conține anul 1805 intercalat de motive florale. Cromatica: alb, albastru. | Muzeul de Arheologie, Istorie și Etnografie, Hunedoara | Cimec    |
|      | Ladă de călătorie Autor: necunoscut     | Datare: sec. al XVIII-lea Școală: Atelier transilvănean Dimensiuni: Î: 39 cm; L: 77 cm; LA: 33 cm Material: lemn, piele, fier, alamă; strunjire, tăbăcire, forjare, batere            | Lada de călătorie din lemn de esență moale, de formă dreptunghiulară. Capacul este fixat de corpul lăzii cu ajutorul unor balamale metalice. Cpacul este imbracat in piele și decorat cu ajutorul unor platbenzi metalice, dispuse în rețea, fixate cu nituri de fier. În interiorul suprafețelor rezultate au fost montate motive florale, stele cu 8 colțuri și alte motive decorative, realizate din alamă. Celelalte laterale ale cutiei sunt întărite cu platbande metalice, fixate cu nituri. Pe cele două laturi ale lăzii sunt fixate două mânere din fier forjat. Pe partea frontală sunt păstrate două încuietori metalice pentru lacăte. Tot pe această latură a lăzii, în centru este o încuietoare cu cheie, lăcașul pentru aceasta fiind protejat cu un buton în forma unui cap de bufon. Înteriorul lăzii este căptușit cu o țesătură subțire, formată din benzi decorate cu motive florale. În interiorul lăzii este cutie mică (34,2 x 16 x 22,5 cm), cu încuietoare. | Muzeul de Arheologie, Istorie și Etnografie, Hunedoara | Cimec    |
|      | Ulcior Autor: necunoscut                | Datare: sec. XVIII - XIX Școală: Atelier transilvănean Dimensiuni: Î: 34 cm; Dm: 20,8 cm; Dg: 3,4 cm; Db: 11,9 cm Material: Lut, modelare la roată, ardere oxidantă                   | Ulcior de formă ovoidală, bombat la mijloc, cu gât înalt profilat și toartă simplă (parțial păstrată), atașată pe gât (în dreptul unui inel ceramic) și pe diametrul maxim. Baza vasului este îngustă. Vasul nu prezintă decor angobat sau smălțuit. Suprafața exterioară esre rezultatul unui slip subțire, fixat cu ajutorul unei spatule sau a unei pânze textile. Din punct de vedere al facturii, prezența degresantului alcătuit din nisip și mică, încadrează acest vas în categoria semifină. Culoarea recipinetului este cărămiziul. | Muzeul de Arheologie, Istorie și Etnografie, Hunedoara | Cimec    |
|      | Ulcior Autor: necunoscut                | Datare: sec. XVIII-XIX Școală: Atelier transilvănean Dimensiuni: Î: 32,5 cm; Dm: 19,8 cm; Dg: 3,2 cm; Db: 11,3 cm Material: Lut, modelare la roată, ardere oxidantă                   | Ulcior cu formă ovoidală, bombat la mijloc, cu gât înalt profilat și toartă simplă, atașată pe gât (în dreptul unui inel ceramic) și pe diametrul maxim. Baza vasului este îngustă. Vasul nu prezintă decor angobat sau smălțuit. Suprafața exterioară este rezultatul unui slip subțire, fixat cu ajutorul unei spatule sau a unei pânze textile. Din punct de vedere al facturii, prezența degresantului alcătuit din nisip fin, încadrează acest vas în categoria fină. Culoarea urciorului este cărămiziul. | Muzeul de Arheologie, Istorie și Etnografie, Hunedoara | Cimec    |
|      | Oală cu două toarte Autor: necunoscut   | Datare: sec. XVIII-XIX Școală: Atelier transilvănean Dimensiuni: Î: 29,6 cm; Dm: 26 cm; Dg: 16,5 cm; Db: 14,2 cm Material: Lut, modelare la roată, ardere oxidantă                    | Vas ceramic de tip oală, de formă bitronconică cu două toarte în bandă lată ce unesc buza evazată a vasului cu zona diametrului maxim. Toartele sunt poziționate asimetric raportat la axa diametrului maxim. Vasul nu prezintă decor angobat sau smălțuit. Suprafața exterioară este rezultatul unui slip subțire (parțial exfoliat), fixat cu ajutorul unei spatule sau a unei pânze textile. Din punct de vedere al facturii, prezența degresantului alcătuit din nisip fin, încadrează acest vas în categoria fină. Culoarea urciorului este cărămiziul cu flecuri cenușii. | Muzeul de Arheologie, Istorie și Etnografie, Hunedoara | Cimec    |
|      | Scoabă Autor: necunoscut                | Datare: sf. Sec. XIX Școală: Atelier transilvănean Dimensiuni: Î: 7,9 cm ; D: 1,5 cm Material: Fier; forjare                                                                          | Piesa este formată dintr-o bară (cu secțiune circulară), cu capetele îndoite în unghi drept și ascuțite la vârf. Profilul acestor capete este dreptunghiular | Muzeul de Arheologie, Istorie și Etnografie, Hunedoara | Cimec    |
|      | Fierăstrău de pietrar Autor: necunoscut | Datare: sf. Sec. XIX Școală: Atelier transilvănean Dimensiuni: L: 36,6 cm; LA: 5,6 cm; G: 0,4 cm Material: fier; forjare                                                              | Piesa este constituită dintr-o lamă groasă, cu dinți ascuțiți. Ea este prevăzută la un capăt cu o tijă, cu secțiune romboidală, pentru mânerul din lemn. Piesa se încadrează în categoria fierăstraielor de mână. | Muzeul de Arheologie, Istorie și Etnografie, Hunedoara | Cimec    |
|      | Cănceu Autor: necunoscut                | Datare: sec. XVIII Școală: Atelier slovac Dimensiuni: Î: 19,8 cm; Dg: 7,9 cm; Db: 7,3 cm; Dm: 10 cm Material: faianță, cositor; pictare, turnare                                      | Piesa este modelată în formă de pară, fără capac și o toartă ce leagă gâtul de umărul vasului. Registrul decorativ este împărțit în șapte câmpuri orizontale, decorate în ordinea de mai jos. Sub buză și deasupra bazei câmpurile sunt decorate cu arcade și ghirlande pictate cu vopsea mov. Acest decor este completat de 8 grupuri a câte 3 puncte pictate cu galben, precum și grupuri de câte 5 linii scurte pictate cu verde și amplasate în interiorul arcadelor. Aceste benzi mărginesc 5 câmpuri decorative dintre care 3 sunt decorate cu motivul tablei de șah, pictate cu verde închis și galben, pe un fond verde transparent. Între acestea sunt intercalate două câmpuri alcătuite din 7 respectiv 9 metope, decorat cu romburi (mov) și 5 puncte (galben), acestea din urmă unite prin linii de culoare mov, dispuse în X. Între metopele decorate cu romburi se intercalează motive ce reproduc forma literei ψ, culcată. | Muzeul de Arheologie, Istorie și Etnografie, Hunedoara | Cimec    |
|      | Cană cu capac Autor: necunoscut         | Datare: sec. XVIII Școală: Atelier slovac Dimensiuni: Î: 20,9 cm; Dg: 7,6 cm; Db: 8,3 cm; Dm: 11,3 cm Material: faianță, cositor, canelare, pictare, turnare                          | Cană cu smalț alb, lucios, omogen, piesa este piriformă, cu gâtul zvelt și evazat. Gura este de formă tronconică. Cana se închide cu un capac de cositor, fixat de toartă printr-o balama și șarnieră. Talpa este placată cu un inel concentric, confecționat din cositor. Piesa prezintă pe suprafața gâtului și la bază, caneluri adânci, dispuse vertical, realizate prin incizie/apăsare în pasta crudă, încă nearsă. Pe suprafața corpului prezintă elemente de decor florale stilizate, conturate cu mov, galben, verde și albastru. Toarta și partea din spate a cănii sunt decorate cu motive florale pictate cu verde și mov. Buza și baza piesei sunt evidențiate cu câte o bandă de culoare albastră, mărginită de două linii subțiri, de culoare mov. Repertoriul ornamental și gama cromatică sunt specifice vestului Slovaciei secolului al XVIII-lea. | Muzeul de Arheologie, Istorie și Etnografie, Hunedoara | Cimec    |
|      | Cană cu capac Autor: necunoscut         | Datare: sec. XVIII Școală: Atelier slovac Dimensiuni: Î: 18,5 cm; Dg: 8,4 cm; Db: 7,3 cm; Dm: 10,1 cm Material: faianță habană, cositor; pictare, turnare                             | Cană cu smalț alb, lucios, omogen. Piesa este modelată în formă de pară, cu gâtul zvelt și evazat. Cana se închide cu un capac de cositor, fixat de toartă printr-o balama și șarnieră. Talpa este placată cu un inel concentric, confecționat din cositor. Cana a prezentat un bogat decor ornamental repartizat pe cinci registre delimitate între ele prin benzi circulare de grosimi diferite. În prezent se mai păstrează doar câteva urme de ornamente florale și vegetale stilizate, conturate cu umbră naturală. | Muzeul de Arheologie, Istorie și Etnografie, Hunedoara | Cimec    |
|      | Cană Autor: necunoscut                  | Datare: sec. XVIII Școală: Atelier slovac Dimensiuni: Î: 18,5 cm; Dg: 7,4 cm; Db: 7,6 cm; Dm: 11,4 cm Material: faianță habană, cositor; pictare, turnare                             | Cană este modelată în formă de pară, cu gâtul zvelt și ușor evazat. Cana se închidea cu un capac de cositor (care nu s-a păstrat), fixat de toartă printr-o balama și șarnieră. Smalțul cănii este alb, lucios, omogen.Talpa este sub forma unui inel concentric. Cana este acoperită la exterior cu un smalț galben, peste care a fost aplicat un decor floral alb, galben și verde. Toarta este decorată cu două grupuri a câte 4 linii scurte orizontale între care se află un grup de câte trei linii orizontale, pictate cu verde. În partea inferioară, prin intermediul a două benzi de câte trei respectiv două linii dispuse orizontal unite de 23 de linii verticale, realizate cu vopsea brună, a fost creat un câmp decorativ ce cuprinde 23 de metope. În interiorul metopelor au fost trasate alternativ linii groase de culoare albă, respectiv verde. | Muzeul de Arheologie, Istorie și Etnografie, Hunedoara | Cimec    |
|      | Cănceu Autor: necunoscut                | Datare: sec. XVIII Școală: Atelier austriac Dimensiuni: Î: 21,5 cm; Dg: 7,6 cm; Db: 7 cm; Dm: 11,9 cm Material: faianță, cositor; pictare, turnare                                    | Cană cu smalț albastru deschis, lucios, omogen. Piesa este modelată în formă de pară, cu gâtul zvelt și ușor evazat. Talpa este sub forma unui inel concentric. Piesa prezintă pe gât și sub diametrul maxim caneluri superficiale, respetiv adânci, dispuse vertical, realizate prin apăsare în pasta crudă, încă nearsă. Cana este decorată prin intermendiul picturii cu albastru fiind ilustrate motive vegetale și două biserici, cu o turle prevăzute cu bulbi. Baza este evidențaită printr-o linie groasă, de culoare albastră, iar buza prin intermediul a două linii (una groasă și cealaltă subțire). | Muzeul de Arheologie, Istorie și Etnografie, Hunedoara | Cimec    |
|      | Cană Autor: necunoscut                  | Datare: sec. XIX Școală: Atelier austriac Dimensiuni: Î: 21,5 cm; Dbazei: 7 cm; Dmaxim: 11,9 cm Material: faianță, cositor; pictare, turnare                                          | Cană cu corpul globular, spre care se înață talpa circulară, gâtul cănii este ușor evazat iar buză treflată deteriorată.Smalțul cănii este alb-cenușiu, lucios, omogen. Baza piesei este fixată de corp prin intermendiul unui fus masiv, de formă tronconică. Acesta este decorat cu 3 linii groase, dispuse orizontal, de culoare albastru deschis. Piesa prezintă pe gât și corp un decor cu motive vegetale realizate cu albastru și galben. Pe zona frontală a piesei este prezent un medalion în care este ilustrat vulturul bicefal, realizat cu negru, însoțit de elemente florale stilizate. Medalionul este înconjurat de motive geometrice ce exploatează pe un fond verde cu culoare neagră, un motiv în rețea. Toarta în bandă dublă, decorată cu 4 butoni, este prevăzută la bază cu aplicații plastice în forma de “S”. Acest ultim ornament precum și marginea torții sunt decorate cu linii subțiri de culoare galben închis, pe un fond galben deschis. Cromatică: galben, albastru, negru, verde. | Muzeul de Arheologie, Istorie și Etnografie, Hunedoara | Cimec    |